# Großharthau
Großharthau är en kommun och ort i Landkreis Bautzen i förbundslandet Sachsen i Tyskland. Kommunen har cirka 2 900 invånare.
Kommunen ingår i förvaltningsområdet Großharthau tillsammans med kommunen Frankenthal.